# Joan Oumari
Joan Oumari (Berlino, 19 agosto 1988) è un ex calciatore tedesco naturalizzato libanese, di ruolo difensore.

## Caratteristiche tecniche
È un difensore centrale.

## Statistiche

### Cronologia presenze e reti in nazionale
| Cronologia completa delle presenze e delle reti in nazionale ― Libano | Cronologia completa delle presenze e delle reti in nazionale ― Libano | Cronologia completa delle presenze e delle reti in nazionale ― Libano | Cronologia completa delle presenze e delle reti in nazionale ― Libano | Cronologia completa delle presenze e delle reti in nazionale ― Libano | Cronologia completa delle presenze e delle reti in nazionale ― Libano | Cronologia completa delle presenze e delle reti in nazionale ― Libano | Cronologia completa delle presenze e delle reti in nazionale ― Libano |
| Data                                                                  | Città                                                                 | In casa                                                               | Risultato                                                             | Ospiti                                                                | Competizione                                                          | Reti                                                                  | Note                                                                  |
| --------------------------------------------------------------------- | --------------------------------------------------------------------- | --------------------------------------------------------------------- | --------------------------------------------------------------------- | --------------------------------------------------------------------- | --------------------------------------------------------------------- | --------------------------------------------------------------------- | --------------------------------------------------------------------- |
| 6-9-2013                                                              | Libano                                                                | Libano                                                                | 2 – 0                                                                 | Siria                                                                 | Amichevole                                                            | -                                                                     |                                                                       |
| 30-5-2015                                                             | Irbid                                                                 | Giordania                                                             | 0 – 0                                                                 | Libano                                                                | Amichevole                                                            | -                                                                     |                                                                       |
| 11-6-2015                                                             | Saida                                                                 | Libano                                                                | 0 – 1                                                                 | Kuwait                                                                | Qual. Mondiali 2018                                                   | -                                                                     |                                                                       |
| 16-6-2015                                                             | Vientiane                                                             | Laos                                                                  | 0 – 2                                                                 | Libano                                                                | Qual. Mondiali 2018                                                   | -                                                                     |                                                                       |
| 8-9-2015                                                              | Saida                                                                 | Libano                                                                | 0 – 3                                                                 | Corea del Sud                                                         | Qual. Mondiali 2018                                                   | -                                                                     |                                                                       |
| 8-10-2015                                                             | Bangkok                                                               | Birmania                                                              | 0 – 2                                                                 | Libano                                                                | Qual. Mondiali 2018                                                   | -                                                                     |                                                                       |
| 13-10-2015                                                            | Kuwait City                                                           | Kuwait                                                                | 0 – 0                                                                 | Libano                                                                | Qual. Mondiali 2018                                                   | -                                                                     |                                                                       |
| 12-11-2015                                                            | Saida                                                                 | Libano                                                                | 7 – 0                                                                 | Laos                                                                  | Qual. Mondiali 2018                                                   | 1                                                                     |                                                                       |
| 17-11-2015                                                            | Skopje                                                                | Macedonia                                                             | 0 – 1                                                                 | Libano                                                                | Amichevole                                                            | 1                                                                     |                                                                       |
| 24-3-2016                                                             | Ansan                                                                 | Corea del Sud                                                         | 1 – 0                                                                 | Libano                                                                | Qual. Mondiali 2018                                                   | -                                                                     | 30’                                                                   |
| 29-3-2016                                                             | Saida                                                                 | Libano                                                                | 1 – 1                                                                 | Birmania                                                              | Qual. Mondiali 2018                                                   | -                                                                     | 90+2’                                                                 |
| 31-8-2016                                                             | Beirut                                                                | Libano                                                                | 1 – 1                                                                 | Giordania                                                             | Amichevole                                                            | -                                                                     |                                                                       |
| 5-9-2016                                                              | Beirut                                                                | Libano                                                                | 1 – 1                                                                 | Afghanistan                                                           | Amichevole                                                            | -                                                                     |                                                                       |
| 10-10-2017                                                            | Beirut                                                                | Libano                                                                | 5 – 0                                                                 | Corea del Nord                                                        | Qual. Coppa d'Asia 2019                                               | -                                                                     |                                                                       |
| 14-11-2017                                                            | So Kon Po                                                             | Hong Kong                                                             | 0 – 1                                                                 | Libano                                                                | Qual. Coppa d'Asia 2019                                               | -                                                                     | 19’                                                                   |
| 6-9-2018                                                              | Amman                                                                 | Giordania                                                             | 0 – 1                                                                 | Libano                                                                | Amichevole                                                            | -                                                                     |                                                                       |
| 9-9-2018                                                              | Amman                                                                 | Oman                                                                  | 0 – 0                                                                 | Libano                                                                | Amichevole                                                            | -                                                                     | 26’                                                                   |
| 15-11-2018                                                            | Robina                                                                | Uzbekistan                                                            | 0 – 0                                                                 | Libano                                                                | Amichevole                                                            | -                                                                     | 87’                                                                   |
| 20-11-2018                                                            | Sydney                                                                | Australia                                                             | 3 – 0                                                                 | Libano                                                                | Amichevole                                                            | -                                                                     |                                                                       |
| 9-1-2019                                                              | al-'Ayn                                                               | Qatar                                                                 | 2 – 0                                                                 | Libano                                                                | Coppa d'Asia 2019 - 1º turno                                          | -                                                                     |                                                                       |
| 12-1-2019                                                             | Dubai                                                                 | Libano                                                                | 0 – 2                                                                 | Arabia Saudita                                                        | Coppa d'Asia 2019 - 1º turno                                          | -                                                                     |                                                                       |
| 17-1-2019                                                             | Sharjah                                                               | Libano                                                                | 4 – 1                                                                 | Corea del Nord                                                        | Coppa d'Asia 2019 - 1º turno                                          | -                                                                     |                                                                       |
| 14-11-2019                                                            | Beirut                                                                | Libano                                                                | 0 – 0                                                                 | Corea del Sud                                                         | Qual. Mondiali 2022                                                   | -                                                                     |                                                                       |
| 19-11-2019                                                            | Beirut                                                                | Libano                                                                | 0 – 0                                                                 | Corea del Nord                                                        | Qual. Mondiali 2022                                                   | -                                                                     |                                                                       |
| 5-6-2021                                                              | Goyang                                                                | Libano                                                                | 3 – 2                                                                 | Sri Lanka                                                             | Qual. Mondiali 2022                                                   | 2                                                                     |                                                                       |
| 12-6-2021                                                             | Goyang                                                                | Corea del Sud                                                         | 2 – 1                                                                 | Libano                                                                | Qual. Mondiali 2022                                                   | -                                                                     |                                                                       |
| Totale                                                                |                                                                       | Presenze                                                              | 26                                                                    |                                                                       | Reti                                                                  | 4                                                                     |                                                                       |

## Palmarès

### Club

#### Competizioni nazionali
- Fußball-Regionalliga: 1

Babelsberg: 2009-2010 (girone Nord)
- Coppa dell'Imperatore: 1

Vissel Kōbe: 2019
- Coppa J. League: 1

FC Tokyo: 2020